# Клејтон (Делавер)
Клејтон (енгл. Clayton) град је у окрузима Кент и Њу Кастл у америчкој савезној држави Делавер. По попису становништва из 2010. у њему је живело 2.918 становника

## Демографија
|                   | 2010.          | 2000.          |
| Укупно            | 2 918 (100,0%) | 1 273 (100,0%) |
| Белци             | 1 955 (67,00%) | 1 139 (89,47%) |
| Остали            | 707 (24,23%)   | 13 (1,021%)    |
| Хиспаноамериканци | 161 (5,517%)   | 17 (1,335%)    |
| Афроамериканци    | 78 (2,673%)    | 103 (8,091%)   |
| Азијати           | 17 (0,583%)    | 1 (0,079%)     |